# Union démocratique croate de Bosnie-et-Herzégovine
Ne doit pas être confondu avec Union démocratique croate.
Pour les articles homonymes, voir HDZ et Union démocratique.
L'Union démocratique croate de Bosnie et Herzégovine ou HDZ-BiH (Hrvatska demokratska zajednica Bosne i Hercegovina) est un parti politique croate de Bosnie-Herzégovine. Il est membre observateur du Parti populaire européen.

## Résultats électoraux

### Élections présidentielles
| Année | Rang | Candidat       | Votes   | %     | Représentant | Élu |
| ----- | ---- | -------------- | ------- | ----- | ------------ | --- |
| 1996  | 1er  | Krešimir Zubak | 330 477 | 88.7  | Croates      | Oui |
| 1998  | 1er  | Ante Jelavić   | 189 438 | 52.9  | Croates      | Oui |
| 2002  | 1er  | Dragan Čović   | 114 606 | 61.5  | Croates      | Oui |
| 2006  | 2e   | Ivo Miro Jović | 76 681  | 26.1  | Croates      | Non |
| 2010  | 2e   | Borjana Krišto | 109 758 | 19.74 | Croates      | Non |
| 2014  | 1er  | Dragan Čović   | 128 053 | 52.20 | Croates      | Oui |
| 2018  | 2e   | Dragan Čović   | 145 319 | 35.08 | Croates      | Non |

### Élections législatives
| Année | Voix    | Rang | Sièges                    | Sièges              | Gouvernement |
| Année | Voix    | Rang | Chambre des représentants | Chambre des peuples | Gouvernement |
| ----- | ------- | ---- | ------------------------- | ------------------- | ------------ |
| 1996  | 338 440 | 2e   | 8 / 42                    |                     |              |
| 1998  | 187 707 | 2e   | 6 / 42                    |                     |              |
| 2000  | 166 667 | 3e   | 5 / 42                    |                     |              |
| 2002  | 114 207 | 3e   | 5 / 42                    |                     |              |
| 2006  | 69 333  | 4e   | 3 / 42                    |                     |              |
| 2010  | 114 476 | 6e   | 3 / 42                    |                     |              |
| 2014  | 123 023 | 6e   | 4 / 42                    |                     |              |
| 2018  | 149 872 | 5e   | 5 / 42                    |                     |              |